# Liotyphlops
Liotyphlops – rodzaj węży z rodziny ociemkowatych (Anomalepididae).

## Zasięg występowania
Rodzaj obejmuje gatunki występujące w Ameryce Środkowej (Kostaryka i Panama) i Południowej (Kolumbia, Curaçao, Wenezuela, Gujana Francuska, Brazylia, Ekwador, Peru, Paragwaj, Urugwaj i Argentyna). 

## Systematyka

### Etymologia
- Rhinotyphlops: gr. ῥις rhis, ῥινος rhinos „nos, pysk”[6]; τυφλωψ tuphlōps, τυφλωπος tuphlōpos „ślepy wąż”[7].
- Liotyphlops: gr. λειος leios „gładki”[8]; τυφλωψ tuphlōps, τυφλωπος tuphlōpos „ślepy wąż”[7]. Nazwa zastępcza dla Liotyphlops Peters, 1857 (nazwa zajęta przez Rhinotyphlops Fitzinger, 1843 (Typhlopidae)).

### Podział systematyczny
Do rodzaju należą następujące gatunki: 
- Liotyphlops albirostris (Peters, 1858)
- Liotyphlops anops (Cope, 1899)
- Liotyphlops argaleus Dixon & Kofron, 1984
- Liotyphlops bondensis (Griffin, 1916)
- Liotyphlops caissara Centeno, Sawaya & Germano, 2010
- Liotyphlops caracasensis (Roze, 1952)
- Liotyphlops haadi Silva-Haad, Franco & Maldonado, 2008
- Liotyphlops palauophis Marra-Santos, 2023
- Liotyphlops petersii (Boulenger, 1889)
- Liotyphlops pino Antúnez-Fonseca, Ramos-Galdamez, Solís, Diaz-Ricaurte & Wilson, 2024
- Liotyphlops schubarti Vanzolini, 1948
- Liotyphlops taylori Marra-Santos & Reis, 2018
- Liotyphlops ternetzii (Boulenger, 1896)
- Liotyphlops trefauti Freire, Caramaschi & Suzart Argôlo, 2007
- Liotyphlops wilderi (Garman, 1883)